# Maksim
Maksim je moško osebno ime.

## Izvor imena
Ime Maksim je različica moškega osebnega imena Maksimiljan.

## Tujejezikovna oblike imena
- pri Angležih, Čehih, Madžarih:  Maxim
- pri Francozih:  Maxime
- pri Poljakih:  Maksym
- pri Rusih: Максим (Maksim)

## Pogostost imena
Po podatkih Statističnega urada Republike Slovenije je bilo na dan 31. decembra 2007 v Sloveniji število moških oseb z imenom Maksim: 88.

## Osebni praznik
Osebe z imenom Maksim lahko godujejo takrat kot osebe z imenom Maksimiljan.

## Znane osebe
- Maksim Gaspari, slovenski slikar,
- Maksim Gorki, ruski pisatelj